# Natsuno Kurami
Natsuno Kurami (Chiba, 10 maggio 1993) è una pallavolista giapponese, nel ruolo di centrale.

## Carriera
La carriera da professionista di Natsuno Kurami inizia quando nella stagione 2012-13 debutta in V.Premier League con le Pioneer Red Wings, club al quale resta legata per due annate, fino alla sua chiusura nel 2014. Nel campionato 2014-15 va a giocare in V.Challenge League con le Kurobe AquaFairies.